# Pernink (nádraží)
Pernink je dopravna D3 ve stejnojmenné obci v okrese Karlovy Vary. Leží v km 36,186 neelektrizované jednokolejné železniční trati Karlovy Vary – Johanngeorgenstadt mezi zastávkami Nejdek-Oldřichov a Horní Blatná. Se svou nadmořskou výškou 902 m je druhou nejvýše položenou stanicí v České republice.

## Historie
Stavbu úseku železniční trati mezi Nejdkem a Horní Blatnou budovaly firmy E. Czeczowitczka a A. Weiner z Brna. Trať byla dokončena 28. listopadu 1898 a uvedena do provozu 15. května 1899 včetně stanice Pernink, tehdy pod názvem Bärringen. Provoz zajišťovaly Rakouské státní dráhy. V blízkosti stanice se nachází Perninský viadukt. 7. července 2020 se ve vzdálenosti necelý kilometr od dopravny Pernink stala železniční nehoda, která si vyžádala 2 mrtvé a 24 zraněných.

## Popis
Ve dopravně je u budovy kusá manipulační kolej č. 2, následují dopravní koleje č. 1 a č. 3 (obě s užitečnou délkou 234 m). V dopravně jsou tři výhybky, č. 1 směrem na manipulační kolej se přestavuje ručně, rozhodující výhybky č. 2sv a 3sv jsou vybaveny samovratnými přestavníky. Tyto výhybky jsou v základním stavu postaveny pro vlaky od Potůčků na kolej č. 3, pro vlaky opačného směru na kolej č. 1.
Cestujícím slouží dvě úrovňová jednostranná nástupiště s hranami Tischer, která jsou 50 m dlouhá a mají nástupní hrany ve výšce 200 mm nad temenem kolejnice. Přístup na nástupiště je úrovňovým přechodem přes koleje.
V roce 2020 bylo v dopravně aktivováno zabezpečovací zařízení řídicího systému REMOTE 98, které je dálkově ovládáno z železniční stanice Karlovy Vary. Dopravna je na zhlavích osazena skupinovými krycími návěstidly SkH (směrem na Nové Hamry) a LkP (směrem na Potůčky), která kryjí přilehlé prostorové oddíly (mohou návěstit „Stůj“ nebo „Volno“). Dopravna je vybavena funkcionalitou VNPN, která při nedovoleném vyjetí vozidel z dopravny zaúčinkuje na vozidel pomocí přenosu TRS. Ve směru z tratě je dopravna kryta lichoběžníkovými tabulkami.
Na novohamerském záhlaví dopravny se nachází přejezd P192, kde trať kříží lesní cesta. Přejezd je zabezpečen pomocí výstražných křížů.

### Staniční budovy
V dopravně Pernink je v km 36,086 umístěna výpravní budova. Je to zděná tříosá dvoupodlažní stavba orientovaná štítovou stranou do kolejiště s přízemním čtyřosým křídlem, před kterým je otevřená krytá část. Budova má sedlovou střechu, ve štítech jsou dvě sdružená obdélná okna. Ve směru na Horní Blatnou je u výpravní budovy zděná stavba WC a dále je na soklu z kyklopského zdiva postaven dřevěný sklad s rampou a nízkou přesahující sedlovou střechou postavenou na půdorysu obdélníku. Ve směru na Nejdek stojí bývalý strážní domek.

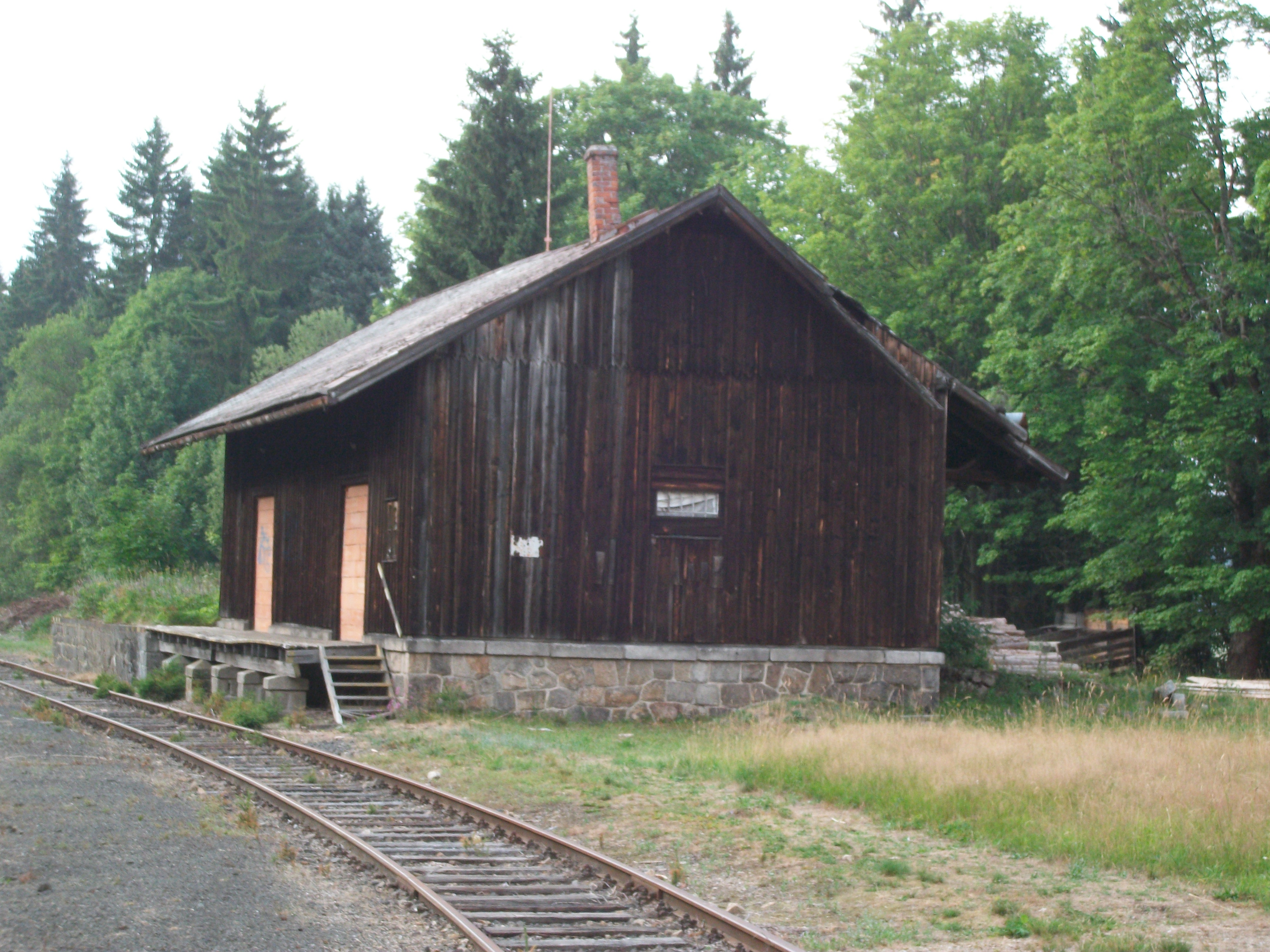
Budova dřevěného skladu s rampou
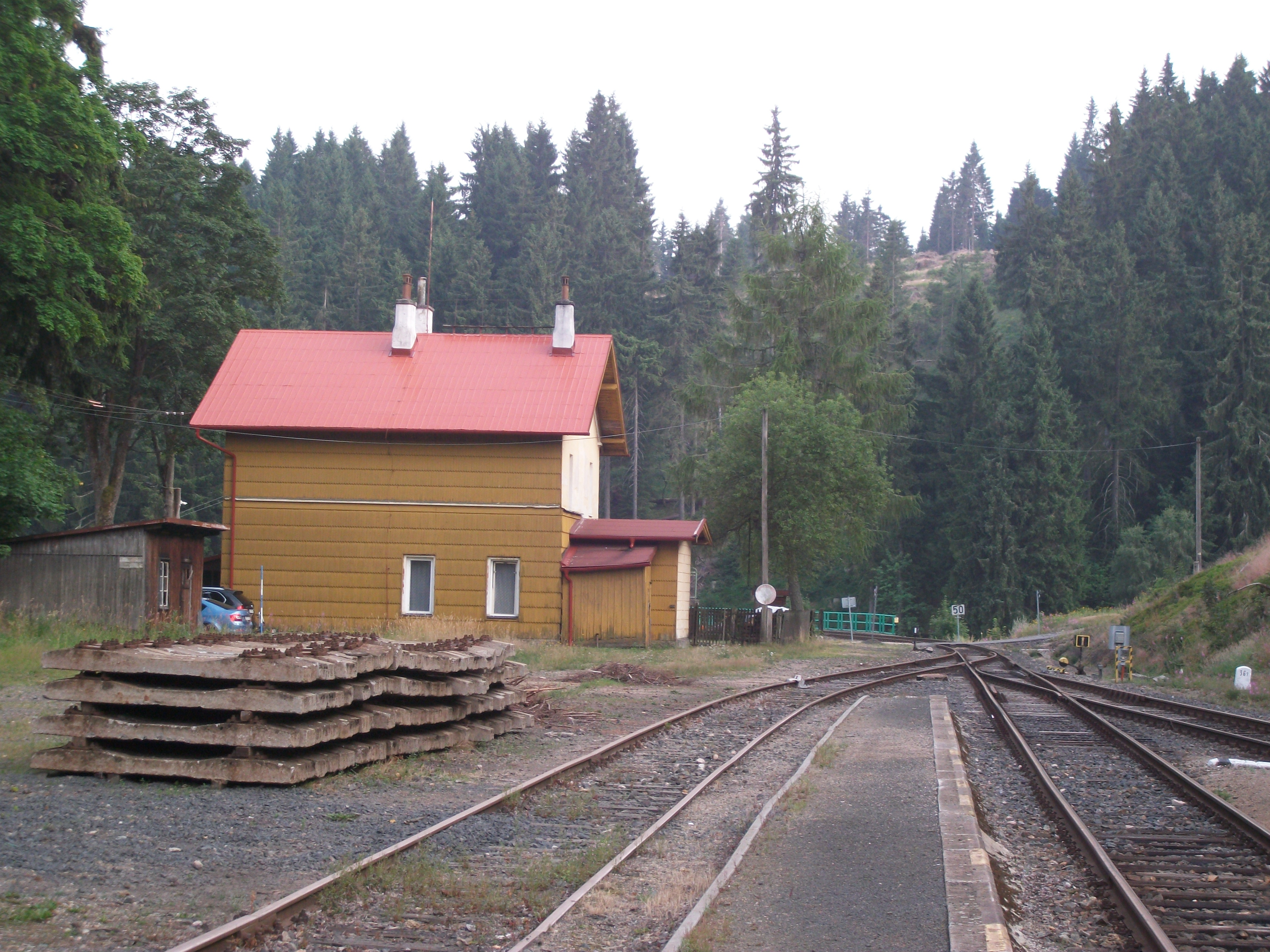
Bývalý dvoupodlažní strážní domek
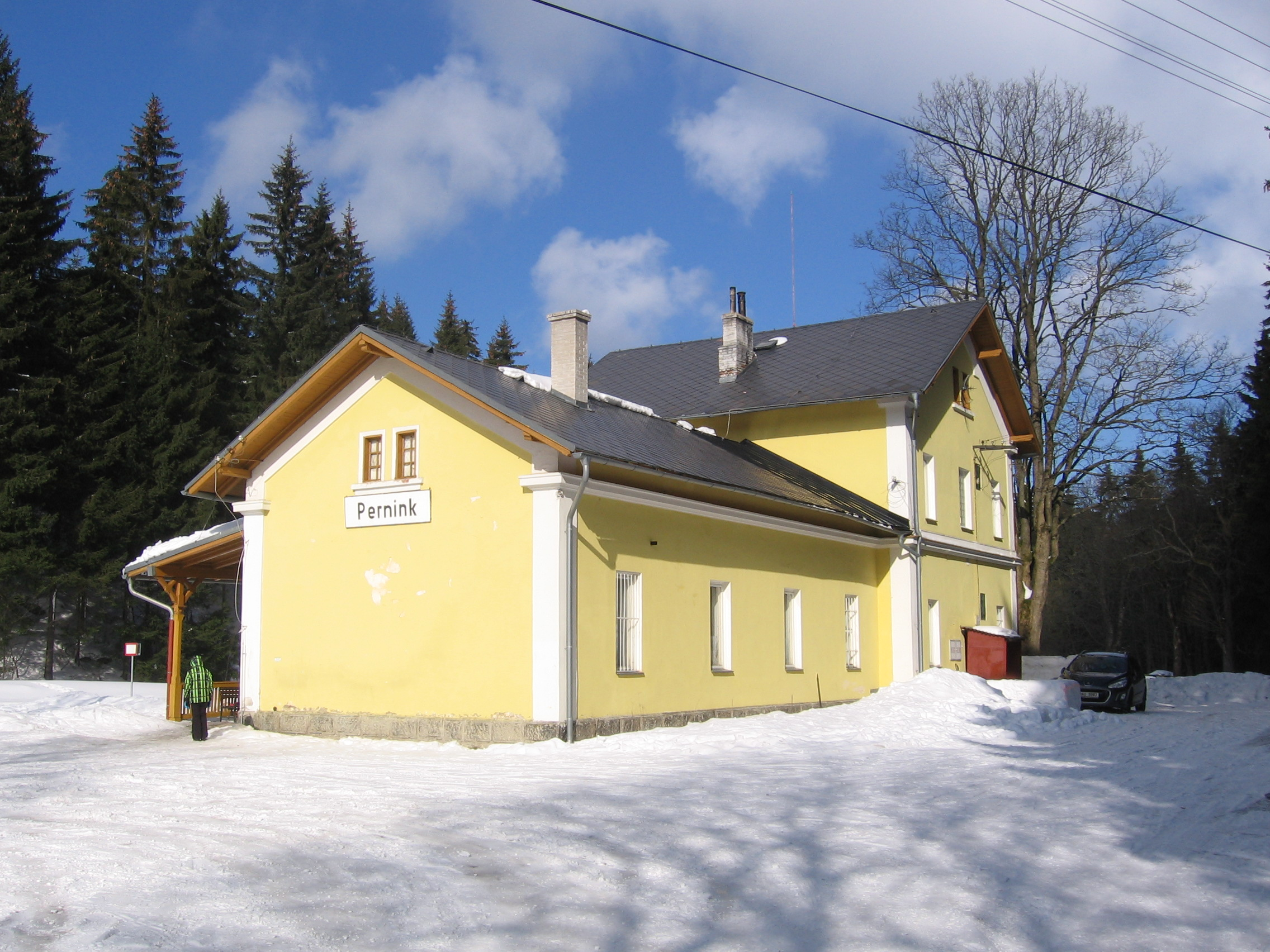
Výpravní budova s uliční strany
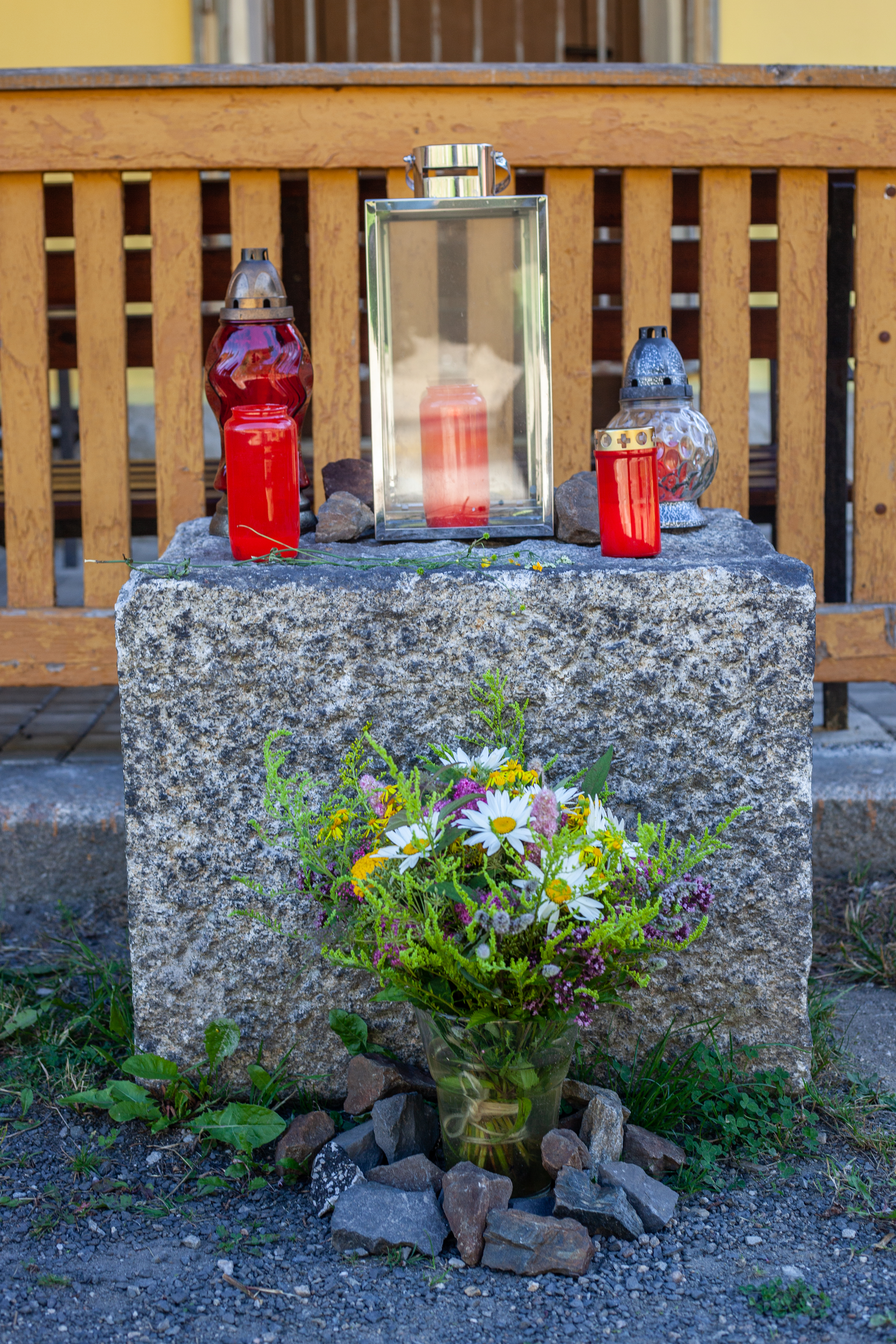
Památník obětem železničního neštěstí